# تودوروو (استان اشوی‌داشکسیه)
تودوروو (به لهستانی: Teodorów) یک منطقهٔ مسکونی در لهستان است که در گمینا جاووشتسه واقع شده‌است.